# فيليب تشارلز ويلكينز
فيليب تشارلز ويلكينز (بالإنجليزية: Philip Charles Wilkins)‏ هو ضابط وقاضي ومحامي أمريكي، ولد في 27 يناير 1913 في ساكرامنتو في الولايات المتحدة، وتوفي بنفس المكان في 8 يوليو 1998.